# Oettingenstraße
Die Oettingenstraße ist eine Innerortsstraße im Stadtbezirk Altstadt-Lehel (Stadtteil Lehel) von München.

## Verlauf
Die Straße verläuft von der Liebigstraße in Verlängerung der Sternstraße zunächst nach Nordnordosten und ab der Einmündung der Emil-Riedel-Straße nahezu nach Norden. Nachdem in den 1960er Jahren die Ifflandstraße als nördliches erstes Teilstück der geplanten Isarparallele bis zum Isarring ausgebaut wurde, erhielt der südliche Teil der Oettingenstraße als Teilabschnitt des Nord-Süd-Asts dieser Straßenverbindung zusätzliche Verkehrsbedeutung, zumal, da ein Weiterbau der Isarparallele nach Süden nicht erfolgte.

## Öffentlicher Verkehr
Durch die Oettingenstraße verkehren bis zur Emil-Riedel-Straße von Süden keine öffentlichen Verkehrsmittel. Die Straßenbahn ist durch die etwas weiter westlich gelegene Wagmüllerstraße und die Lerchenfeldstraße geführt. Sie folgt ab der Einmündung der Lerchenfeldstraße der Oettingenstraße und schwenkt dann auf die Theodorparkstraße ab. Stadtbusverkehr (Museumslinie 100) kreuzt an der Prinzregentenstraße.

## Namensgeber
Die Straße ist nach dem auch als Fürst Proletarier bezeichneten früheren bayerischen Innenminister Ludwig Kraft Ernst Karl Fürst zu Oettingen-Oettingen und Oettingen-Wallerstein (1791 bis 1870) benannt.

## Charakteristik

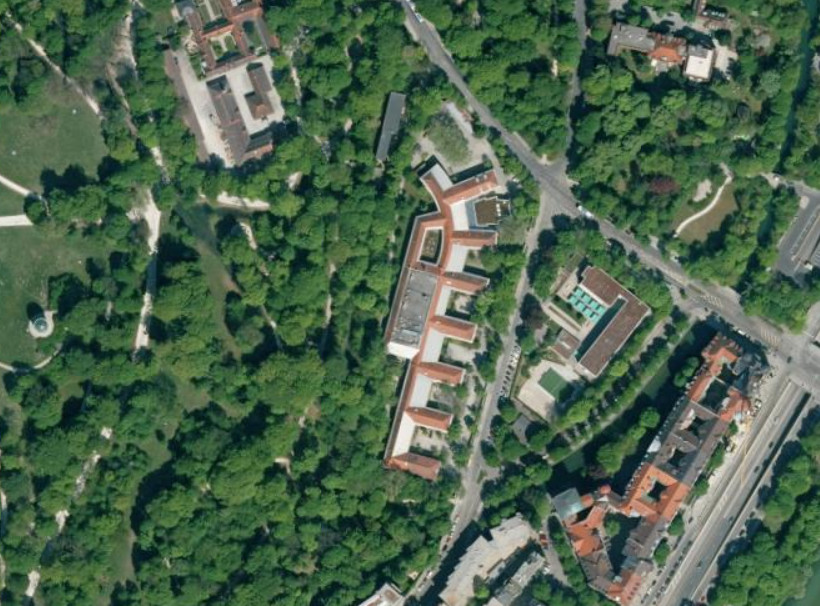
Ehemaliger Sitz von Radie Free Europe/Radio Liberty zwischen Englischem Garten und Oettingenstraße

In ihrem Südteil ist die Oettingenstraße eine wichtige innerstädtische Durchgangsstraße (Einbahnstraße in Nord-Süd-Richtung) im Zug der Isarparallele. Der Nordteil ist eher ruhig, führt über den Eisbach und am ehemaligen Gelände der „Ami-Sender“ Radio Freies Europa und Radio Liberty auf dem Gelände des ehemaligen Hofblumen-Treibgartens (heute Institute der Ludwig-Maximilians-Universität, Oettingenstraße 67) am Rand des Englischen Gartens vorbei.

## Gebäude

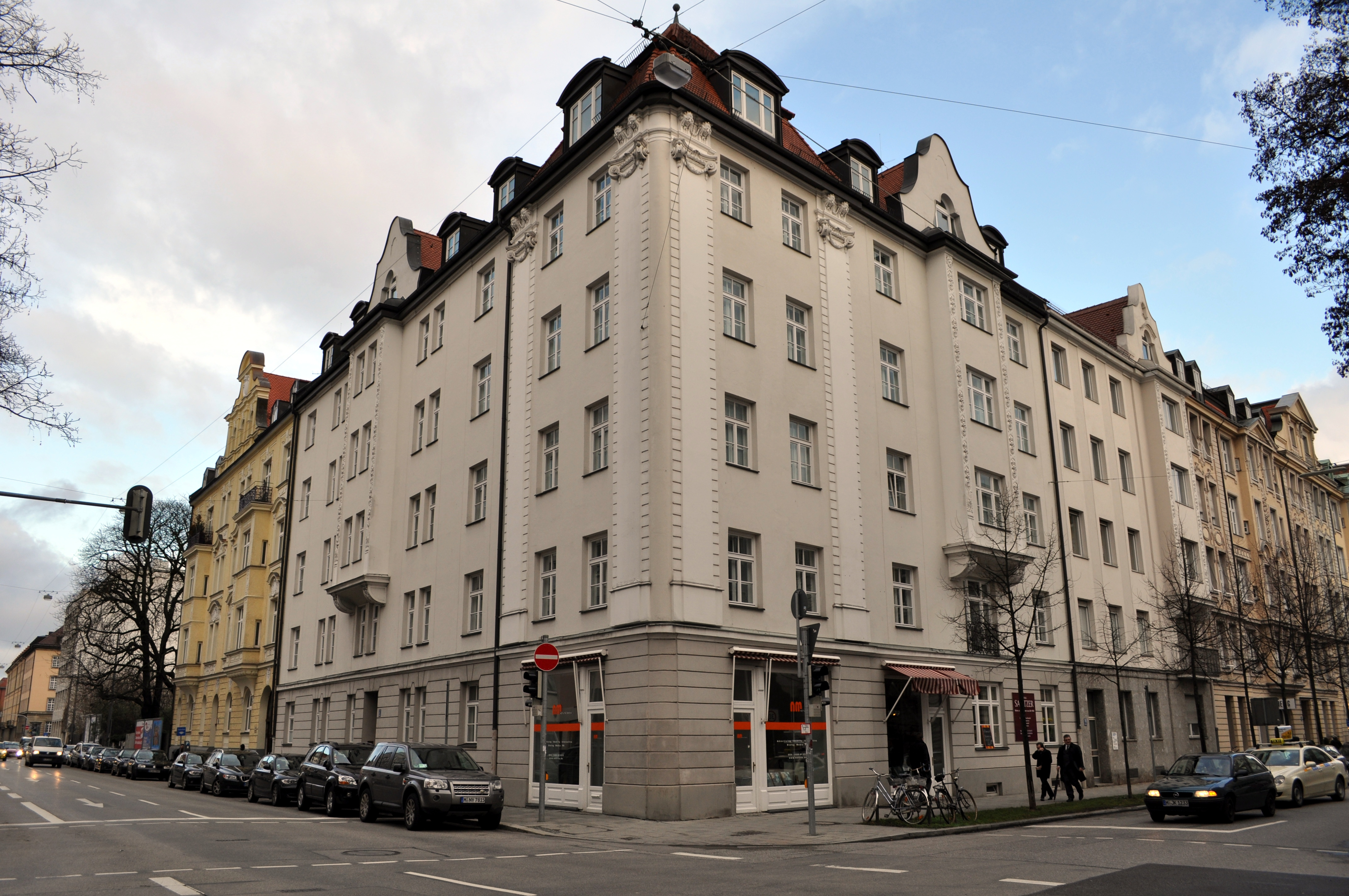
Oettingenstraße 2

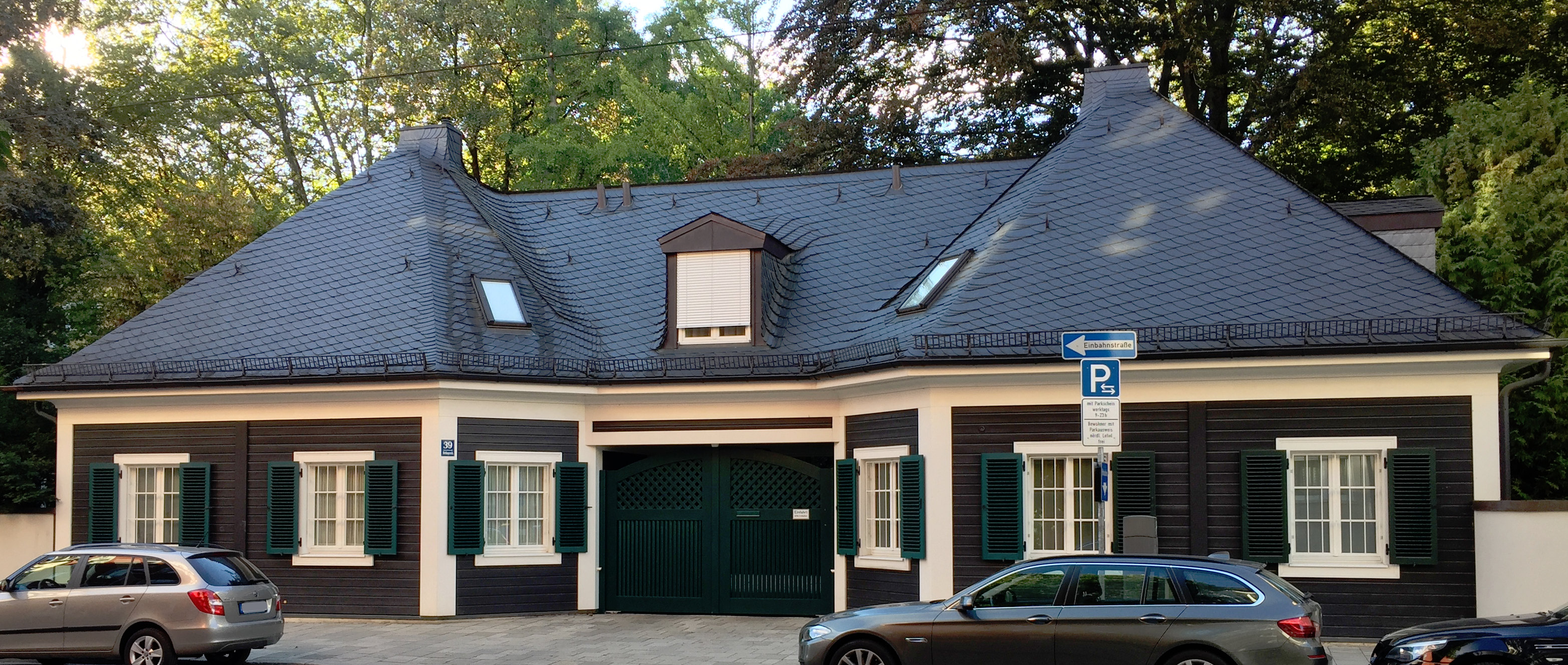
Oettingenstraße 39

### Denkmalgeschützte Gebäude
- Mietshäuser Hausnr. 2, 4, Wohnblöcke Hausnr. 10/12/14 und 23/25, Mietshäuser Hausnr. 27, 28, 29, 30, 31, Wohnblock Hausnr. 33, Mietshäuser Hausnr. 34, 35, 36, hölzernes Landhaus Hausnr. 39, Mietshäuser Hausnr. 46 und 48

Einzelheiten siehe Liste der Baudenkmäler im Lehel#O.

### Weitere bemerkenswerte Gebäude
- Oettingenstraße 16: Senioren- und Pflegeheim Vincentinum
- Oettingenstraße 67: ehemals Radio Freies Europa, auch Englischer Garten 1

### In der Nähe
- Landesamt für Digitalisierung, Breitband und Vermessung Bayern, Alexandrastraße 4
- Bayerisches Staatsministerium für Wirtschaft, Landesentwicklung und Energie, Prinzregentenstraße 28
- Bayerisches Nationalmuseum, Prinzregentenstraße 3
- Luitpold-Gymnasium München, Seeaustraße 1